# Les Ailes de la renommée
Pour plus de détails, voir Fiche technique et Distribution.
Les Ailes de la renommée (Wings of Fame) est un film néerlandais réalisé par Otakar Votocek, sorti en 1990.

## Fiche technique
- Titre original : Wings of Fame
- Titre français : Les Ailes de la renommée
- Réalisation : Otakar Votocek
- Scénario : Otakar Votocek et Herman Koch
- Photographie : Alex Thomson
- Musique : Paul M. van Brugge
- Production : Laurens Geels et Dick Maas
- Pays d'origine : Pays-Bas
- Format : Couleurs
- Genre : comédie dramatique
- Date de sortie : 1990

## Distribution
- Peter O'Toole (VF : Bernard Dhéran) : Cesar Valentin
- Colin Firth (VF : Jean-Philippe Puymartin) : Brian Smith
- Marie Trintignant (VF : elle-même) : Bianca
- Andréa Ferréol : Theresa
- Robert Stephens : Merrick
- Ellen Umlauf : Aristida
- Walter Gotell : Réceptioniste
- Gottfried John : Zlatogorski
- Pat Roach
- Jean-Jacques Delbo
- David Doyle